# Isoazimutal
La línea o curva isoazimutal, {\displaystyle IsoZ(X,Z)}, es el lugar geométrico de los puntos sobre la superficie terrestre cuyo rumbo inicial ortodrómico respecto a un punto fijo {\displaystyle X} es constante e igual a {\displaystyle Z}.
Por ejemplo, si el rumbo inicial ortodrómico desde {\displaystyle S} hasta {\displaystyle X} es de {\displaystyle 80} grados, la línea isoazimutal asociada es la formada por todos los puntos cuyo rumbo ortodrómico inicial al punto {\displaystyle X} es de {\displaystyle 80^{\circ }}.
La isoazimutal es, junto a la ortodrómica y la loxodrómica, una de las tres líneas que pueden trazarse entre dos puntos cualesquiera de la superficie terrestre.

## Isoazimutal en la esfera terrestre
Sea {\displaystyle X} un punto fijo de la Tierra de coordenadas latitud: {\displaystyle B_{2}}, y longitud: {\displaystyle L_{2}}. En un modelo esférico terrestre, la ecuación de la isoazimutal de rumbo inicial {\displaystyle Z} que pasa por el punto {\displaystyle S=(B,L)} es:
{\displaystyle \tan(B_{2})\cdot \cos(B)=\sin(B)\cdot \cos(L_{2}-L)+{\frac {\sin(L_{2}-L)}{\tan(Z)}}\;}.

## Isoazimutal de un astro
En este caso el punto {\displaystyle X} es el polo de iluminación del astro observado y el ángulo {\displaystyle \theta } es su azimut. La ecuación de la curva isoazimutal, o arco capaz esférico, para un astro de coordenadas {\displaystyle (\delta ,GHA)}, declinación y ángulo horario en Greenwich, observado bajo un azimut {\displaystyle Z}, viene dada por:
{\displaystyle {\frac {\cot(Z)}{\cos(B)}}={\frac {\tan(\delta )}{\sin(L\!H\!A)}}-{\frac {tan(B)}{\tan(L\!H\!A)}}\;},
donde {\displaystyle L\!H\!A} es el ángulo horario local y los puntos de latitud {\displaystyle B}, y longitud {\displaystyle L}, pertenecen a la curva.